# Mouvement fasciste des femmes russes
Le mouvement fasciste des femmes russes (en russe : Российское Женское Фашистское Движение, Rossiïskoïe Jenskoye Fachistskoïe Dvijeniye) était l'aile du Parti fasciste russe, qui existait en Mandchourie dans les années 1930 et 40. Il a été établi à Harbin pour unir les femmes russes ayant la foi en Dieu, le désir d'un foyer aimant et d'un travail respectable. Idéologiquement, le Mouvement fasciste des femmes russes (RGFD) adhère au fascisme russe, suivant le slogan principal de fascistes russes « Dieu, patrie, travail ».

## Lien et organisation
Le Mouvement fasciste des femmes russes a constitué une section autonome du Parti fasciste russe (VFP), sa politique étant fourni par la direction et approuvé par le chef de la VFP. Le Centre de la RGFD directeur a été créé au congrès VFP.
L'organisation locales du RGFD se composait de divers groupes de sympathisants fascistes, des candidats et des membres actifs. Ils étaient connus comme des foyers du parti fasciste et ont été créés à partir de deux à cinq personnes couvrant une circonscription.
L'uniforme du mouvement fasciste des femmes russes était une blouse blanche, jupe noire et une croix gammée sur la manche gauche.